# 香港仔小輪

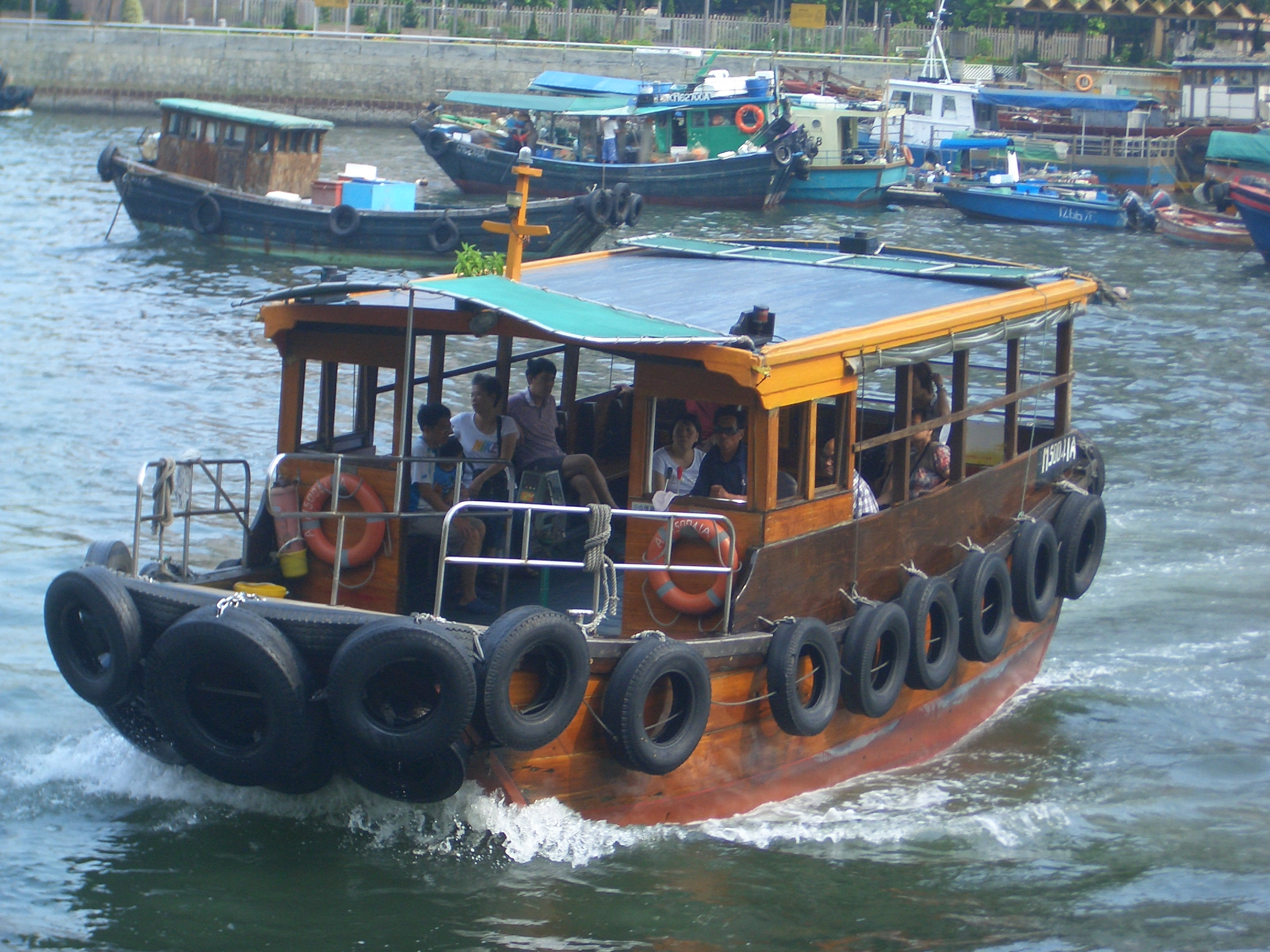
香港仔小輪的街渡

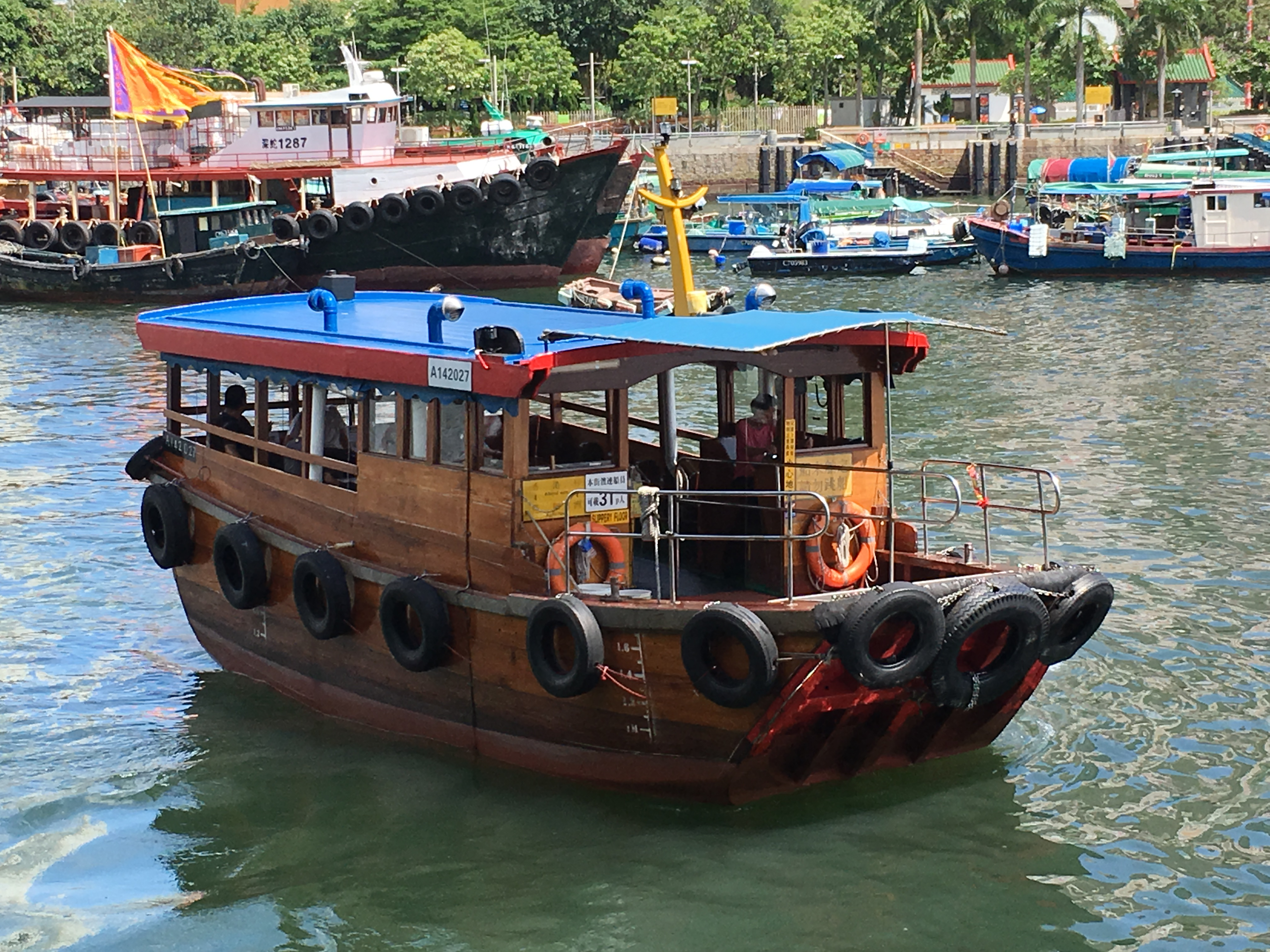
香港仔小輪的街渡

香港仔小輪（英語：Aberdeen Ferry）是香港一間渡輪公司，1950年代已經開始提供服務。

## 经营航线
現時香港仔小輪經營以下航線：
- 鴨脷洲大街↔香港仔海濱公園（珍寶碼頭）
- 鴨脷洲大街↔香港仔海濱公園（香港仔魚類批發市場）